# استيلاء الفلستيين على تابوت العهد

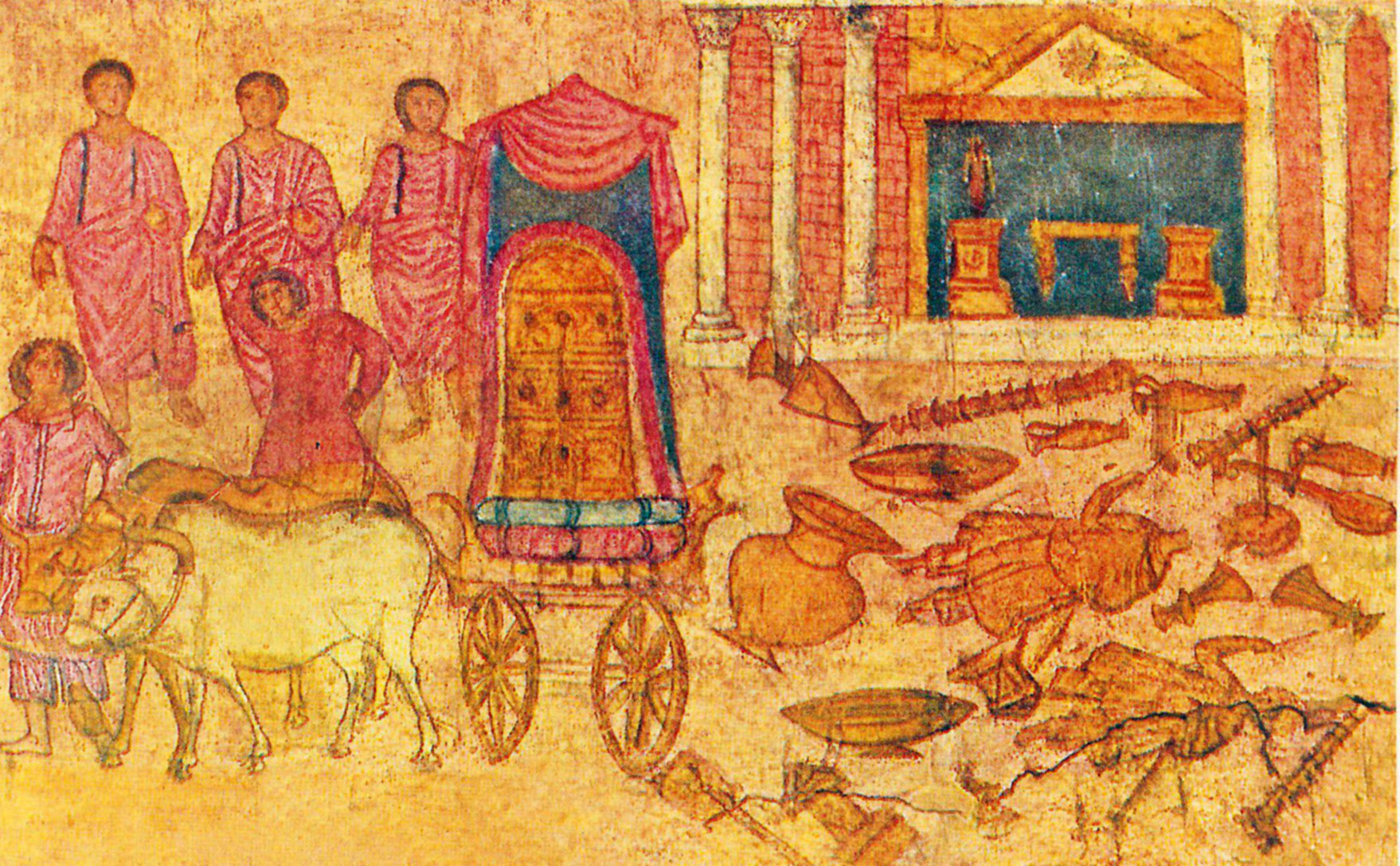
لوحة تمثل استيلاء الفلستيين على تابوت العهد.

سبي الفلستيين لتابوت العهد أو استيلاء الفلستيين على تابوت العهد هي فترة تاريخية موصوفة في الكتاب المقدس العبري والعهد القديم، حيث كان تابوت العهد في حوزة الفلستيين، الذين استولوا عليه بعد هزيمة بني إسرائيل في معركة في موقع بين أبين عازر حيث نزل بنو إسرائيل، وأفيق حيث نزل الفلستيون.
وفقا لسفر صموئيل الأول الإصحاح 4، قبل المعركة كان التابوت موجودًا في الحرم القديم لشيلوه، ولكن أخرجه بنو إسرائيل إلى أرض المعركة؛ على أمل أن ينصرهم الرب في الحرب. ولكن تكبد الإسرائيليون هزيمة كبيرة. وقُتل حُفْنِي وَفِينَحَاسُ أبناء الكاهن الأعظم عالي، واللذان كانا يحرسان تابوت العهد، واستولى الفلستيون عليه. وكانت أخبار الاستيلاء على التابوت بمثابة صدمة لعالي لدرجة أنه سقط من على كرسيه ومات، بينما توفيت زوجة فينحاس أثناء الولادة وهي تسمع الأخبار، وولدت إيخابود، الذي يعني اسمه «أين المجد؟».

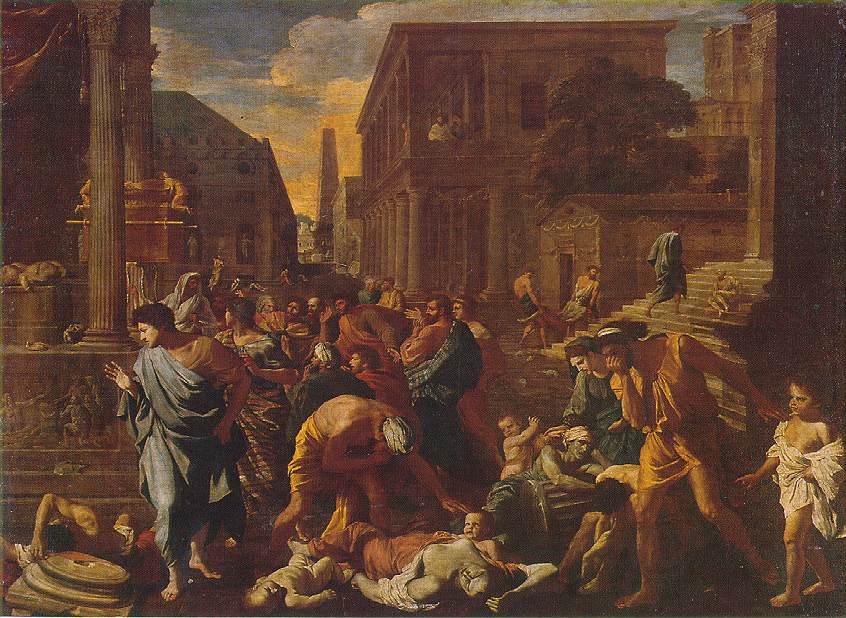
نيكولا بوسان، طاعون أسدود.

اضطر الفلستيون إلى نقل التابوت إلى بلاد مختلفة بسبب انتشار الطاعون الذي بدأ أسدود، ثم جت، ثم عقرون. وتُضيف الترجمة السبعينية أن «الفئران ظهرت في وسط بلادهم». فاعتقدوا أنها عقوبات إلهية بسبب وجود التابوت في هذه البلاد. وينسب نص صموئيل الأول 5: 6 بشكل واضح الطاعون إلى «يد الرب».
ويذكر السفر أن في أسدود عندما وضعوا التابوت في معبد داجون، وجدوا تمثال داجون ساجدًا أمام التابوت في صباح اليوم التالي؛ فأعاد الناس تمثال داجون إلى مكانه، ثم عثروا عليه ساجداً في صباح اليوم التالي، ولكن هذه المرة كُسِر رأسه ويديه أيضًا.